# الپت
الپت (به ایتالیایی: Alpette) یک سکونتگاه مسکونی در ایتالیا است که در استان تورین واقع شده‌است.

## خصوصیات
الپت ۵٫۶ کیلومترمربع مساحت و ۲۷۸ نفر جمعیت دارد و ۹۵۷ متر بالاتر از سطح دریا واقع شده‌است.